# Callipyris anthina
Callipyris anthina är en fjärilsart som beskrevs av Turner 1909. Callipyris anthina ingår i släktet Callipyris och familjen nattflyn. Inga underarter finns listade i Catalogue of Life.